# Autostrada A57

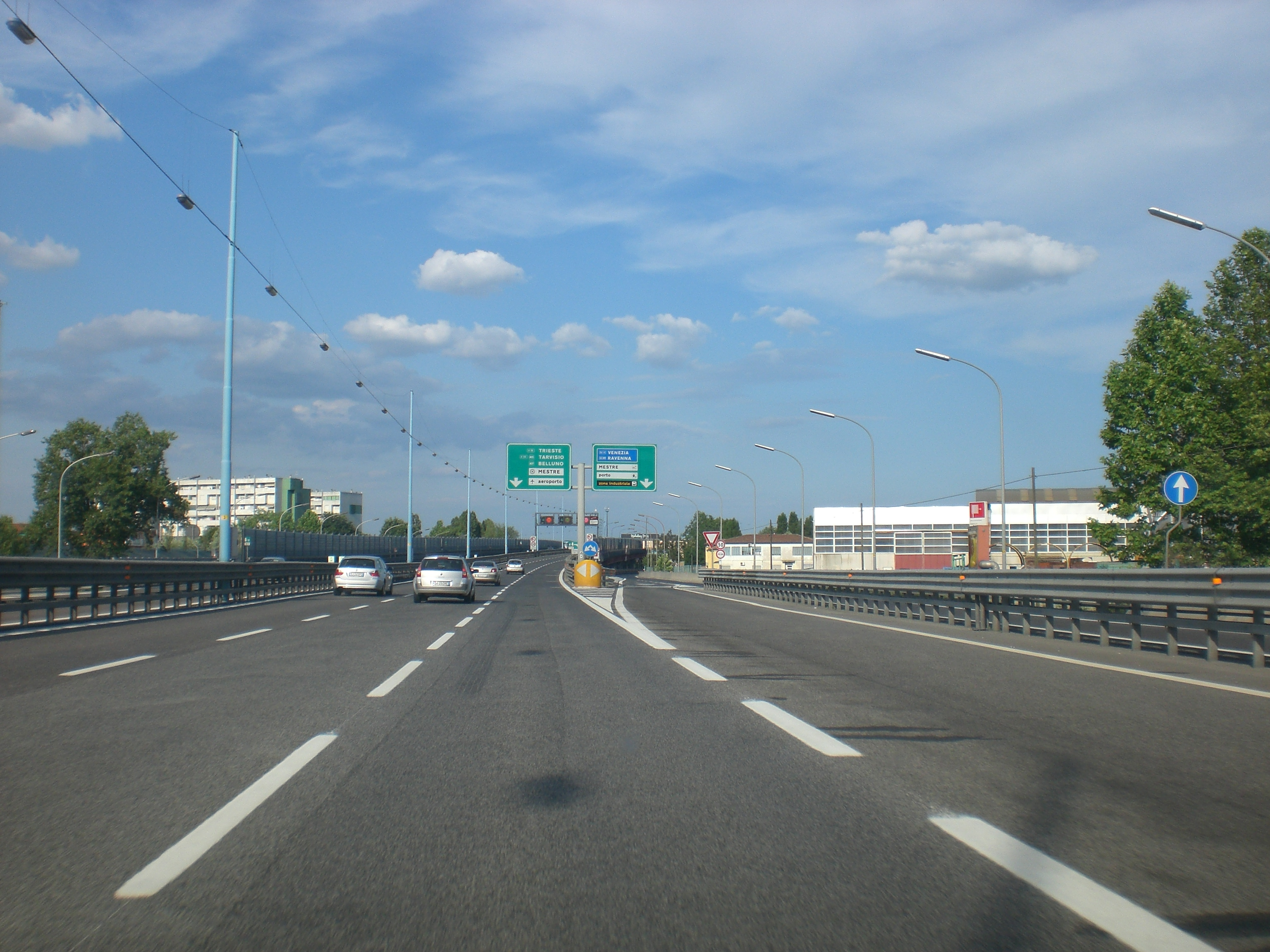
Verlauf der A57 in Fahrtrichtung Osten: Die A57 bei der Abzweigung der SS 309…

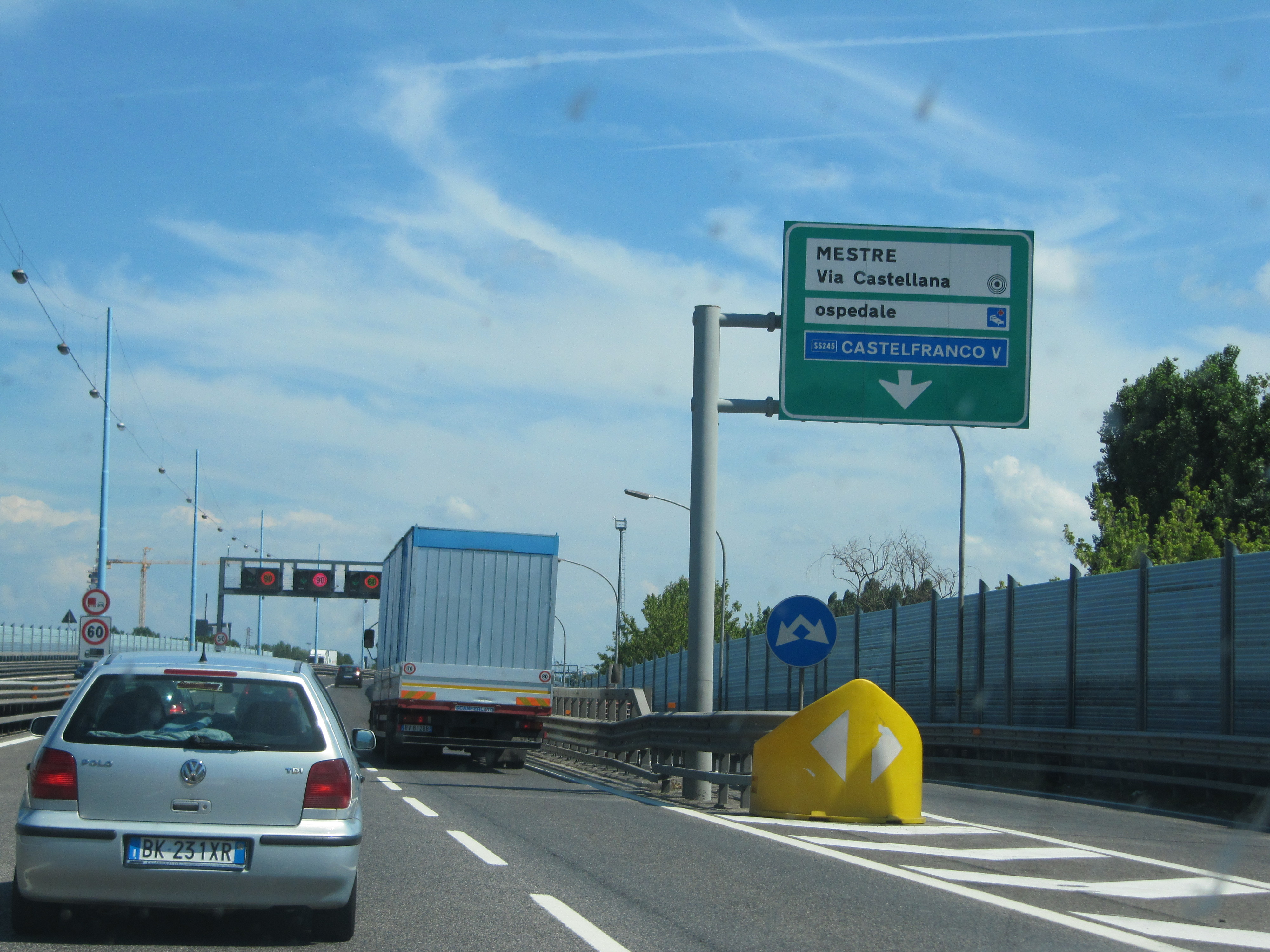
..bei der Anschlussstelle Mestre/Via Castellana…

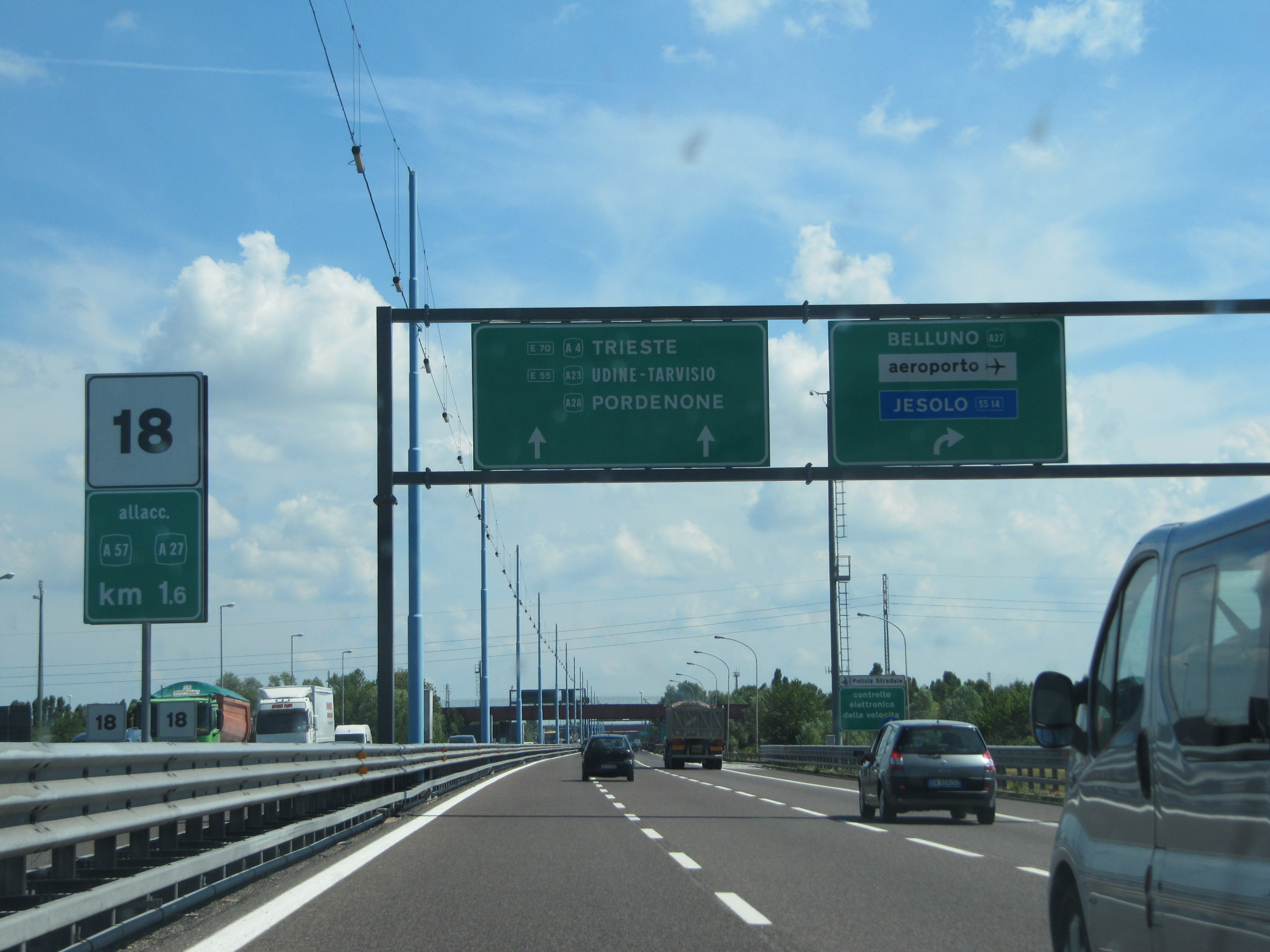
…Abzweigung des Autobahnzubringer zum Flughafen Venedig bei km 18…

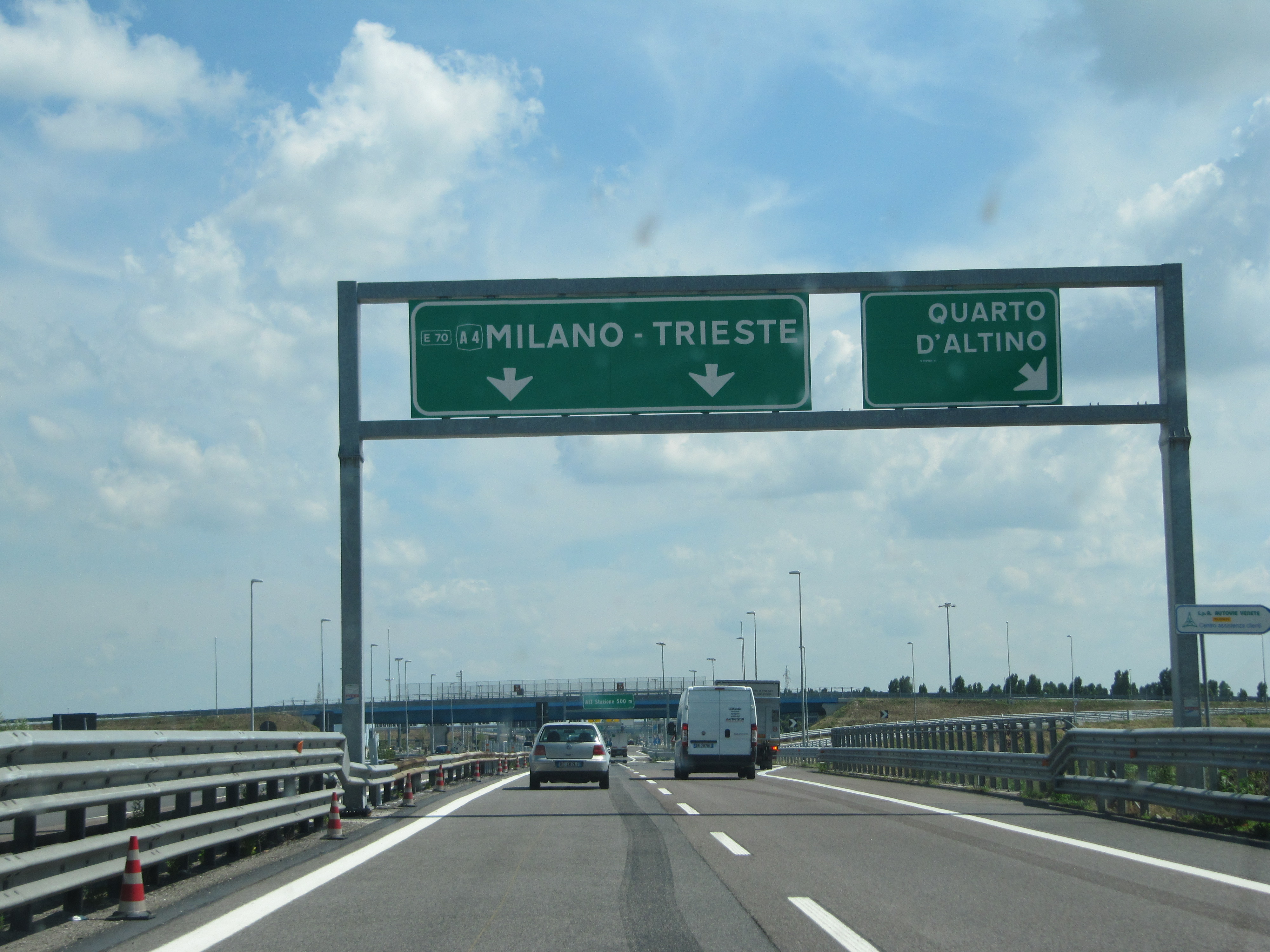
… und bei der Anschlussstelle Quarto d’Altino kurz vor der Einmündung in die A4

Die Autostrada A57 (italienisch für ‚Autobahn A57‘), auch Tangenziale di Mestre (Tangente von Mestre) ist eine italienische Autobahn im Nordosten des Landes. Der Begriff „Tangenziale“ impliziert, dass die Stadt „berührt“ wird, ähnlich wie eine Tangente einen Kreis berührt; Mestre ist ein Stadtteil Venedigs. Auf dieser Umfahrung befinden sich mehrere Anschlussstellen, u. a. zum Flughafen und zur A27 (Mestre–Belluno).
Die A57 entstand 2009, als die neue Umfahrung der A4 (Passante di Mestre) eröffnet wurde. Die Strecke zweigt bei Mira von der A4 ab und führt ostwärts durch Mestre bis nach Quarto d’Altino, wo sie sich wieder mit der A4 vereint.

## Geschichte
Die Trasse der A57 wurde in drei Phasen abschnittsweise für den Verkehr freigegeben:
- Der Abschnitt zwischen dem westlichen Knoten mit der A4 und der Mautstelle Venezia ovest wurde am 15. November 1933 freigegeben. Dieser Abschnitt ist Bestandteil der Strecke Padua – Venedig, die als eine der ersten Autobahnstrecken Italiens gebaut wurde.[2]
- Der Abschnitt zwischen dem Knoten mit der A27 und der Mautstelle Venezia est wurde als Teil der A4 Venedig-Triest am 22. Februar 1970 eröffnet.[3]
- Der zentrale Abschnitt zwischen der Mautstelle Venezia est und dem Knoten mit der A27 wurde am 3. September 1972 eröffnet.[4] Diese Strecke verband beide bereits gebauten Autobahnabschnitte der damaligen A4 und stellt heute den Großteil der A57 dar.

## Die heutige A57
Die heutige A57 kann wiederum in diese drei Streckenabschnitte eingeteilt werden:
- Vom westlichen Beginn, wo sie von der A4 abzweigt, bis zur Mautstelle Venezia ovest est. Hier ist die Strecke sechsspurig ausgebaut (je drei Fahrspuren pro Richtung) mit Standstreifen. Bis 1991 war dieser Abschnitt vierspurig ausgebaut.[5]
- Von der Mautstelle Venezia ovest bis zum Knoten mit der A27 ist die Autobahn mit einer zusätzlichen dynamischen Fahrspuren ausgestattet. Wechselnde elektronische Anzeigetafeln geben in einem Abstand von ca. 600–700 Metern an, ob der Standstreifen als Fahrspur geöffnet ist und in welcher Geschwindigkeit die Strecke passiert werden darf.
- Zwischen der A57 und der Mautstelle Venezia est ist die A57 zweispurig mit Standstreifen ausgebaut. 2009 und 2010 wurden hier Lärmschutzwände errichtet.

|  |  |  |

### Erlaubte Höchstgeschwindigkeit

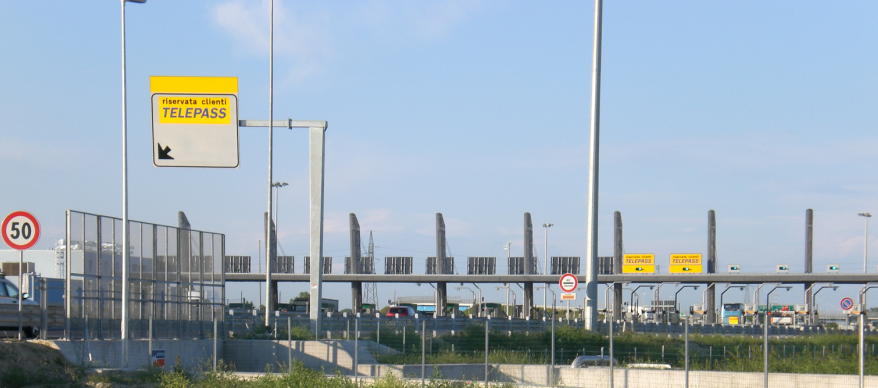
Die neue Mautstelle Venezia est am östlichen Beginn der A57

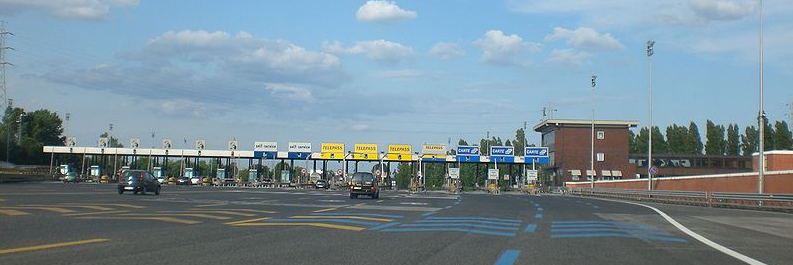
Die Mautstelle Venezia ovest

Die erlaubte Höchstgeschwindigkeit beträgt, wie auf den meisten italienischen Autobahnen, 130 km/h. Allerdings gibt es an einigen Abschnitten der Autobahn eine Herabsetzung des Tempolimits.

### Verwaltung
Die Autobahn wird zwischen km 0 und km 16,161 von der CAV (Concessioni Autostradali Venete) verwaltet. Von der italienischen Autobahngesellschaft Autovie Venete mit Sitz in Triest wird der Abschnitt zwischen km 16,161 und km 26,661 verwaltet.
Bis zum 29. November 2009 stand der Abschnitt, der heute von der CAV verwaltet wird, unter der Verwaltung der Società delle Autostrade di Venezia e Padova.

### Maut
Von 1972 bis 1991 befand sich die mautfreie Zone der A4 zwischen der Mautstelle Venezia ovest und der Mautstelle Venezia est. Diese Mautstelle befand sich zwischen der Einmündung in die A27 und der Anschlussstelle via Terraglio. Diese wurde am 1. Oktober 2005 abgerissen.
1991 errichtete man etwa 9 km weiter östlich eine neue Mautstelle, da in diesem Jahr der Autobahnzubringer bis zum Flughafen Venedig fertiggestellt wurde. Die mautfreie Zone der A4 reichte somit bis zur Anschlussstelle Quarto d’Altino.
Am 8. Februar 2009 wurde die bisherige Mautstelle aufgelassen und ca. 4 km weiter westlich die neue Mautstelle am Beginn der A57 in Betrieb genommen. Somit ist die A4 von Mailand bis Triest durchgehend mautpflichtig.

## Verkehrsaufkommen an der A57 und Maßnahmen

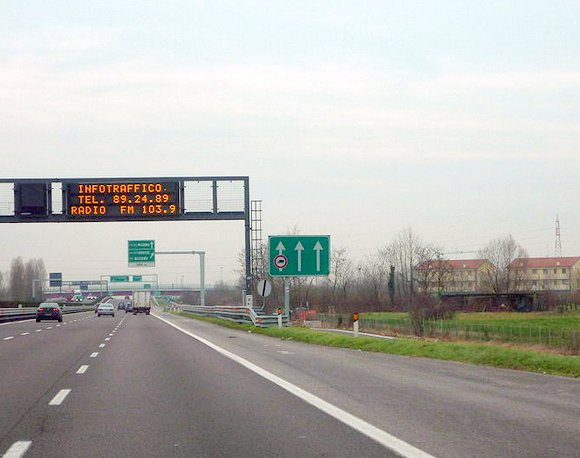
Zwischen der Anschlussstelle Mirano-Dolo und dem Westkreuz mit der A4

Der zentrale Abschnitt der A57 wurde 1972 als Teil der A4 eröffnet und war vierspurig (zwei Fahrspuren pro Richtung) mit Standstreifen ausgebaut. Die Trasse wurde für ein Verkehrsaufkommen von 55.000 Fahrzeugen pro Tag konzipiert. Nach dem Fall des Eisernen Vorhanges stieg das Verkehrsaufkommen Jahr für Jahr an, weit höher als die Planungen von 1972 es vorsahen. Nach dem Jahre 2000 stieg die Anzahl auf 150.000 (davon 30 % LKWs und Busse). Die Trasse der A4 war damit von häufigen Verkehrsstau betroffen. Außerdem stieg die Luftverschmutzung in Mestre an.
Daher wurde am 28. Februar 2003 bis 1. März 2004 von Silvio Berlusconi der Notstand über den Abschnitt der A4 im Stadtgebiet von Mestre verhängt. Am 19. März 2003 wurde das Commissario delegato per l'emergenza socio economico ambientale della viabilità di Mestre gegründet, dass die Verkehrssituation durch die Errichtung der Passante di Mestre und der Installierung des Systems T3 an der A4 lösen sollte. Diese Kommission war bis 27. November 2009 aktiv.

### System T3 und M.A.R.C.O

Schema und Funktionsweise des System T3:
In Situation 1 sind alle drei Fahrspuren befahrbar.
In Situation 2 wird der Verkehr auf die 2. Fahrspur geleitet, da diese Spur im weiteren Streckenverlauf geschlossen ist.
In Situation 3 sind nur zwei Fahrspuren befahrbar, die dritte fungiert als Standstreifen

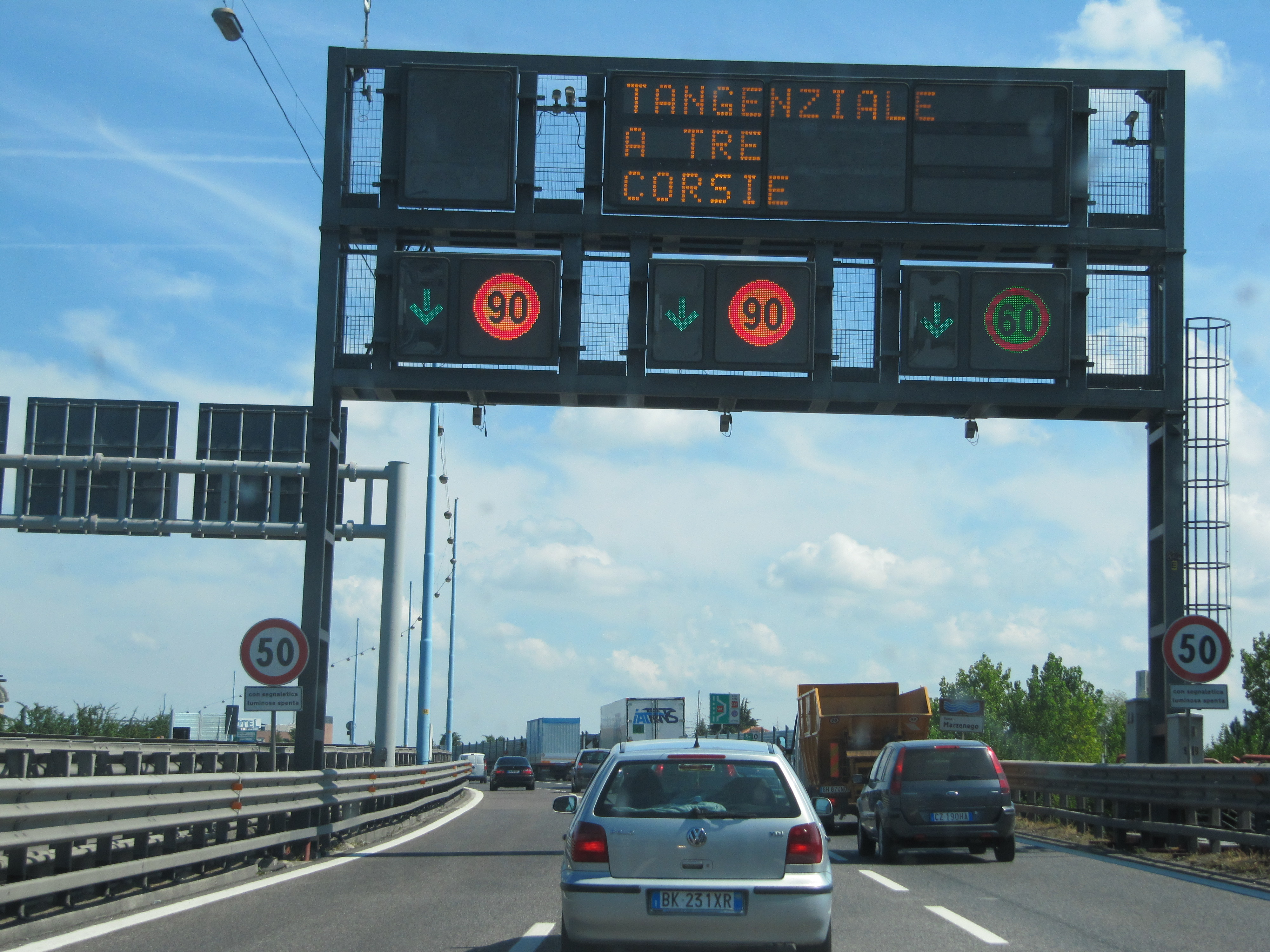
Situation 1, alle drei Fahrspuren befahrbar

Zwischen der Mautstelle Venezia ovest und dem Knoten mit der A27 sind momentan zwei Systeme in Betrieb, das System M.A.R.C.O und das System T3-terza corsia dinamica (dritte dynamische Fahrspur).
Das System M.A.R.C.O überwacht den Verkehr kontinuierlich entlang der Strecke mittels Sensoren, die die Anzahl der Fahrzeuge und ihrer Geschwindigkeit erkennen. Außerdem wird der Abschnitt mit Kameras überwacht, die Verkehrsbeteiligten werden durch wechselnde elektronische Verkehrstafeln (Wechselverkehrszeichen) über den aktuellen Zustand der Strecke informiert. Alle Daten des Systems werden an ein Kontrollzentrum weitergeleitet, die, falls notwendig, Änderungen an den Überkopfanzeigen an der A57 einleiten kann.
Das System T3 (terza corsia dinamica) ist in Betrieb seit dem 14. April 2003. Es wurde als Notlösung errichtet, um das Verkehrschaos an der A57 bis zur Eröffnung der Passante di Mestre zu verringern. Da man keinen Platz hatte, um eine weitere Fahrspur zu errichten, wurde der Standstreifen in eine dynamische Fahrspur umgewandelt. Je nach Verkehrsaufkommen ist der Standstreifen nun vorhanden oder wird als Fahrspur genutzt.
Dabei zeigen Wechselverkehrszeichen oberhalb der Fahrspuren an, ob die jeweilige Fahrspur geöffnet ist und in welcher Geschwindigkeit diese befahrbar ist.
Die Errichtung dieses Projekt wurde bei der Conferenza di Servizi del 26/10/1999 genehmigt. Dieses System hat in den ersten Jahren den Verkehrsfluss gelockert und die Geschwindigkeit der Fahrzeuge um ca. 30 – 35 % erhöht, die Unfallrate um 70 % verringert.
Das System T3 wird derzeit in Italien neben der A57 auch auf einen Abschnitt der A14 in Bologna verwendet.

### Umfahrung Mestre (Passante di Mestre)

Tangenziale (A57); A27
Passante (A4)
übrige A4 bzw. A27

Die Passante di Mestre ist Teil der A4, 2004 wurde mit dem Bau dieser 32 km langen Ausweichstrecke begonnen. Diese Passante di Mestre ist sechsspurig ausgebaut und mit einem Standstreifen versehen. Die Übergabe an den Verkehr erfolgte am 8. Februar 2009. Die Passante di Mestre umfährt das Stadtgebiet Mestres nördlich und entlastete somit die Trasse der heutigen A57. Nach der Eröffnung am 8. Februar 2009 wurde der alte Abschnitt der A4 als A57 klassifiziert.

#### Bedeutung der Passante di Mestre für die A57
Bereits einen Monat nach der Eröffnung ist der Verkehr im mittleren Abschnitt der A57 um 20–30 % gesunken, im Gesamtabschnitt um 15 %. An der Mautstelle Venezia/Mestre sank die Zahl an PKWs zwischen dem 8. Februar und dem 30. Juni 2009 um insgesamt 30 % im Vergleich zum Vorjahr. Der Rückgang an LKWs betrug 55 %. Mit der Eröffnung der Passante sanken auch die Unfälle auf dieser Strecke, um 71 % bei PKWs in den ersten acht Monaten des Jahres 2009. Im Sommer 2009 gab es keine längeren Wartezeiten mehr an den Mautstellen Venezia/Est und Venezia/Mestre. Hier gab es aufgrund des Tourismusverkehrs zu den Badeorten der oberen Adria jedes Jahr Stau.

## Autobahnabzweig Marco Polo

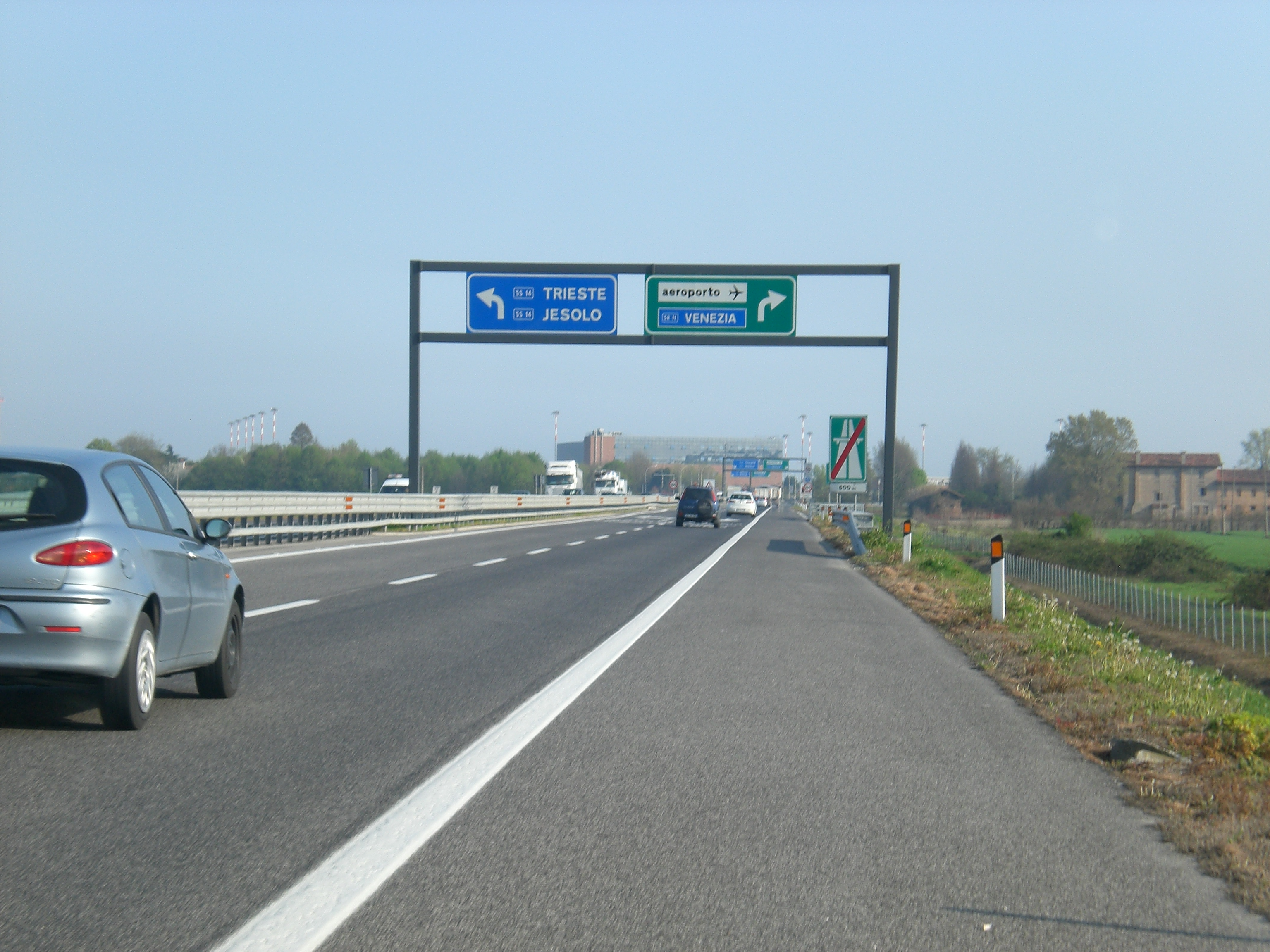
Das Ende des Autobahnzweiges in der Nähe des Flughafens

Dieser Autobahnzweig (diramazione Marco Polo) verbindet die A57 mit dem Flughafen Venedig. Die Eröffnung erfolgte am 11. März 1991. Er wurde für die Fußball-Weltmeisterschaft 1990 erbaut.
Der gesamte Abschnitt ist mautfrei und vierspurig (zwei Fahrspuren je Richtung) ausgebaut.
Seit dem 30. November 2009 wird er von der CAV verwaltet. Vorher wurde er von der Autobahngesellschaft Società delle Autostrade di Venezia e Padova verwaltet.